# Варна (община)
Вижте пояснителната страница за други значения на Варна.
Община Варна се намира в Североизточна България и е една от съставните общини на област Варна.

## История
Територията на общината е една от най-древно населените в България. В общината са намерени материали от средния и от късния палеолит, от мезолита, халколита и от бронзовата епоха. Открити са римски терми (II в.), римска баня (III—IV в.), ранно християнска базилика с мозайка от V в., некрополи и останки от жилища, черкви и др. (V—VI в.), раннобългарски защитен вал (Аспарухов вал VIII в.), старобългарски манастир (X—XI в.).
На територията на общината, през VI век пр. Хр. като древно-гръцка колония възниква град Одесос. През. III—II в пр. Хр., достига голям икономически разцвет, сече свои монети. От VII век се нарича със славянското име Варна. Към края на VIII век територията на общината е включен в пределите на Първата българска държава. След покръстването (864 г.) става важен християнски център. Към 971 г. територията на общината попада под византийска власт. В края на XII век за известно време общината е превзета от цар Асен I (1187 – 1196), а през март 1203 г. е освободена от цар Калоян (1197 – 1207). През XIII—XIV век е здрава крепост и важно търговско пристанище на българската държава, посещавано от венециански и генуезки кораби. През 1366 г. крепостта е обсаждана безуспешно от граф Амедей VI Савойски. Около 1369 г. територията на общината е в пределите на Добруджанското княжество. През 1389 г. пада под османска власт. През 1399 г. градът е опустошен от татари. Тук през 1444 г. се води Варненската битка между обединените християнски войски и турците. Българското население на общината участва в Търновското въстание 1598 г. Постепенно селищата придобиват ориенталски облик със смесено население. Варна става административен център и най-силната крепост на западния бряг па Черно море. По време на Руско-турската война 1828 – 29 след 3-месечна обсада е превзет от руските войски. След изтеглянето им по силата на Одринския мир 1829 г., българското население от общината се изселва в Бесарабия и Южна Украйна. През Кримската война 1853 – 56 градът е база на английските и френски войски за действията им срещу Русия. От края на I пол. па XIX век в икономическия и просветения живот на общината настъпва подем. На 27 юли 1878 г. Варненската крепост е предадена на русите и общината е освободен от османската власт.
От архивните материали на общината се вижда, че към 1845 г. в града функционира институт Гръцка община. По същото време е известно, че се активизира гръцкото просветно дело. Общината съществува до времето около Първата световна война. Архивният фонд на Варненската Гръцка община не е запазен цялостно, но са достъпни протоколи от заседания на старейшините (1886 – 1890), от заседания на съвета на общината (1890 – 1908), книги за финансите на общината, списък на имотите и данъците по тях, приходо-разходни книги, книги за длъжниците и наръчна книга за заседанията на настоятелствата. Съществуват и списъци на учителите в гръцките училища, училищни дневници, програма на преподавания материал, статистически сведения за училищата (1894 – 1895), годишни отчети на училищното настоятелство, книга за разходите за поддържане на училището. Запазени са списъците на гръцките енориаши на църквата „Св. Никола“, която е била под гръцко екзархическо ръководство, а също така и описи на иконите и църковните одежди, книги за черковни приходи, книга за ежегодните вноски на владишки данък, списък на акционерите в строежа на манастира „Св. св. Константин и Елена“ (1885) и преписка по заведеното от Окръжната постоянна комисия дело за собственост на същия манастир.
Еврейската община съществува отпреди Освобождението на града от османска власт. През 1921 г. към нея се влива Ешкеназката (на немските евреи) община. Нейното предназначение е да опази еврейската религия, да се грижи за просветата на подрастващите, да подпомага бедните еврейски граждани и емигранти евреи, изпаднали в нужда, да поддържа духа за връщане на евреите в Израел. Общината се ръководи от Централната консистория в София.
Архивният ѝ фонд е запазен цялостно. Той съдържа разнообразни документи, сред които преписка относно подпомагане от страна на ционистите в България на евреи-емигранти от Съветска Русия (1921 – 1922), преписки с Консисторията за загиналите в Първата световна война евреи, за участието в демонстрациите против Ньойския договор, преписки с градоначалника за антисемитски и фашистки прояви в града (1934 – 1935), сведение за институтите в Палестина (1939 – 1940).

## Физикогеографска характеристика

### Географско положение, граници, големина
Община Варна е разположена в източната част на Дунавската равнина на брега на Черно море в източната част на област Варна. С площта си от 238,495 km2 заема 8-о място сред 12-те общини на областта, което съставлява 6,23% от територията на областта. Границите ѝ са следните:
- на юг – община Аврен;
- на запад – община Белослав;
- на северозапад – община Аксаково;
- на изток – Черно море.

Центърът на общината град Варна е административен, икономически и културен център на Североизточна България. Разполага с международни курорти, пристанище и аерогара. Град Варна и курортите заемат 80 km2, 15 km2 се падат на Варненското езеро, 61 km2 горски територии и 4 km2 – пристанище и пътища.

### Релеф
Варненското езеро и изкуствено прокопания канал „езеро-морски залив“ разделят общината на северна и южна. Около тях се е оформила обширна низина. Тя е почти равна и само на места е усложнена от ясно изразени хълмове. Средната и надморска височина е 20 – 40 метра.
Наклоните на терена са полегати около южния бряг на езерото и квартал „Аспарухово“ и наклонени при квартал „Галата“, м.“Зеленика“ и „Ракитника“, до стръмни и много стръмни в части от м. „Прибой“, курортна зона „Прибой“ и района около хижа „Черноморец“). В южната и югоизточна част (до пътя Варна-Златни пясъци) преобладават места с надморска височина 20 – 40 м и полегати и наклонени терени.
Териториите разположени по протежение на крайбрежието имат източно изложение. Крайбрежната зона почти по цялото си протежение представлява висок и стръмен, на места почти отвесен скат, образуван от морската абразия, като в района на нос Галата, има активно свлачище. В района на курортна зона „Прибой“, хижа „Черноморец“ и източно от Галата има пясъчни плажове.
На север от Варненското езеро и низината, образувана край него се намира Франгенското плато, като в общината попадат южните, югоизточните и източните му склонове. Стръмните му откоси минават като венец северно от града. Северно от село Каменар се намира връх Армудтабия (343 m), най-високата точка на общината. Южните склонове на платото са стръмни и терасирани, като денивелацията във височина е от порядъка на 200 – 300 m. Стръмно спускащите се склонове на платото, особено в източната му част, както и силната абразионна дейност на морето са предпоставка за активна свлачищна дейност. Тук са налице стари и нови свличания.
Под влияние на повърхностно течащите води и ерозията е била променена повърхностната конфигурация на терена. Образували са се множество водосливни легла, които постепенно са се вдълбали в терена като близо до крайбрежната линия са образували дълбоки врязвания. По този начин на територията са се образували няколко големи дерета, чиято посока на разполагане е най-често северозапад-югоизток: Кайна (Винишко) дере, Фатрико (Евсиноградско) дере и др., които през по-голяма част на годината са сухи.
Крайбрежната зона в района на курортните комплекси „Златни пясъци“, „Ривиера“ и частично „Чайка“ представляват ниска равна тераса със сравнително широки плажове. В северната част на „Златни пясъци“, част от „Чайка“ в районите на курортен комплекс „Св. св. Константин и Елена“ и Морската градина брегът завършва с висок и стръмен, на места почти отвесен скат, образуван от морската абразия преди провеждането на брегоукрепителни мероприятия.
Старата градска част на Варна е разположена на равнинен терен, който преминава амфитеатрално във височина към жилищните квартали. Преходът е плавен и малко забележим. Сравнително по-голяма е надморската височина на жилищните комплекси „Младост“, „Изгрев“ и „Вл. Варненчик“. На сравнително полегат терен и със северна и североизточна ориентация са изградени кварталите „Аспарухово“ и „Галата“. Тази част от територията на общината се заема от северните склонове на Авренското (Момино плато), като максималната му височина в пределите на общината е 220 m, разположена южно от село Звездица

### Води
На територията на общината най-значим естествен водоем е Варненското езеро, а по-незначителни са 10 дерета с дължина между 0,7 и 12 km. (Игнатиевско в с. Тополи, Владиславовско, Максуденско, Звездишко, Галатейско, дере – каналът по бул. „Царевец“, Винишко дере, Евксиноградско дере).

### Климат

#### Температура на въздуха
Климатът на Варненската община е формиран под влияние на такива фактори като географската ширина и циркулацията на въздушните маси. Средната януарска температура е 3 °C, a средната юлска е 22 °C. Специфични климатични фактори са микрорелефните особености на територията и климатообразуващата роля на Черно море. Влиянието на морето се усеща в една ивица от крайбрежната част, достигаща до 12 – 13 km навътре в сушата. В зависимост от релефа тя може да достигне значително по-навътре. Такъв е случаят с Варненското езеро, канала „езеро-море“, както и склоновете на Франгенското и Авренското плато, спуснати към низината, образувана край езерото. Така комплексно тези релефни елементи са образували коридор, по който влиянието на морето при благоприятни климатични условия достига до 20 km.
На базата на климатичните данни от метеорологична станция Варна и на най-близката до нея станция Суворово се определя и характеристиката на климатичните условия на гр. Варна и едноименната община. Данните за крайбрежната част на общината определят климата като морски, а на платата – умерено-континентален. Това се вижда от анализа на един от основните климатични елементи – температурата на въздуха.
Данните от многогодишните наблюдения показват, че средно годишната температура на въздуха по крайбрежната част е 11,8 °C, а на платата – около 11 °C. Абсолютната максимална температура за крайбрежната част е измерена през месец юли – 41,4 °C, а през януари –21 °C. Във вътрешността абсолютната максимална температура се отнася за месец август и е с 0,6 °C по-висока.
Най-ниска абсолютно минимална температура за крайбрежието е измерена през месец януари и февруари (-24 °C) като на платата тя е с 1 – 2° по-ниска. През месец юли, през който е измерена абсолютната максимална температура за годината се отнася и измерената най-ниска температура за летния сезон (10,1 °C). На платото тези стойности са по-ниски (I – (-26 °C), а VIII – 6,2 °C). Данните за дневните колебания на температурата на въздуха показват, че в ранните сутрешни часове температурите са сравнително по-ниски от вечерните часове, което се дължи на близостта на морето.
Устойчивото задържане на средните денонощни температури на въздуха над 10 °C при Варна е 204 дена, а над 15 °C – около 153 дена – 5 месеца, което показва, че активния курортен сезон може да продължи не по-малко от 5 месеца. В резултат от направения анализ може да се каже, че лятото в района е приятно топло, но понякога, макар и рядко има необичайни горещини. Зимата не е много студена, но в последните години се наблюдават краткотрайни периоди с отрицателни температури.
Краят на зимата и пролетта са сезоните с най-резки промени в температурите, с чести затопляния и интензивни застудявания. Пролетта е кратка и по-студена, докато есента е топла, мека и продължителна.

#### Валежи
В района, включващ територията на община Варна, количествата валежи са по-малки от средните за страната – 498 l/m2 и се характеризират с летен и есенен максимум. Валежите са най-често от дъжд. Количествата валежи, падащи на платата са в по-големи количества – 570 l/m2 (по данни на станция Каменар). Средно в около 15% до 30% от дните с валеж падат малки количества – до 0,1 l/m2. Аномалия в това отношение е падналия дъжд на 20 август 1951 г., когато за няколко часа количеството му е достигнало 258 l/m2 и е причинило катастрофално наводнение. Наличните данни за месечното и сезонно разпределение на валежите, както и сезонните суми показват, че през зимните месеците (I, II, III, XI и XII) валежите могат да бъдат и от сняг. Вероятността от снеговалеж за Варна започва най-рано от 20 декември и завършва на 3 април. За платото този период е малко по-дълъг – от 14 декември до 12 април. Снежната покривка не е така дебела, както при други райони на страната. Освен това под влияние на морето не се задържа дълго и ролята ѝ не е така съществена. От проучванията за снежна покривка в дадения район е установено, че за изминалите 100 години, в по малко от десет от тях се е наблюдавала снежна покривка с височина 30 – 40 cm, която се е задържала от 20 до 25 дни непрекъснато.

#### Ветрове
Ветровият режим е от особена важност за района, тъй като посоките и скоростта на вятъра определят в голяма степен периметъра и посоката на разпространението на някои вредни замърсители. Наличието на голямата водна площ на морето в източната част създава добри условия за проветряемост на територията. В този смисъл западните и северозападни ветрове я подпомагат, а източните и североизточните – забавят. Средно-годишната скорост на вятъра е 3 m/sec. Най-чести са силните ветрове със скорост над 20 m/sec в сектора: запад-северозапад.
В по-голяма част от района преобладават западните и северозападни ветрове. Отличават се неговите по-високи и открити части (по данни станции Каменар и Суворово), където често явление са и северните и североизточни ветрове. През нощта в крайморската част преобладават западните ветрове (Варна 58,3%), а през дневните часове преобладават източните – 44%. Тези промени в посоката на ветровете от нощта и деня в крайбрежните части се дължи на бризовата циркулация. През есента бризовата циркулация намалява.

#### Слънчево греене
В района на Варна има средно годишно около 2300 слънчеви часа, като през месец юли те са 333, а през месец декември – 74 часа. Сумарната слънчева радиация през месец юли е 19,5 – 20 kkal/cm2, а през декември 3,0 – 3,5 kkal/cm2.
Годишната сумарна слънчева радиация е 361 kkal/cm2, а годишния радиационен баланс е 152 kkal/cm2. На плажната ивица сумарната радиация (СР) е малко по-голяма.

#### Влажност на въздуха
Влажността е параметър, който оказва влияние върху разпространението във въздуха на прахообразните замърсители и играе съществена роля при формирането на киселинните аерозоли. Средно месечната влажност на въздуха в района не спада под 70% като за зимните месеци тя е по-висока, но рядко надхвърля и то с малко 80%. През обедните часове е характерен спад на относителната влажност.

#### Мъгли
Мъглите покрай брега на морето се получават предимно в резултат на нахлуването на топли въздушни маси от морето над изстиналата суша (през късна есен и късна зима), или на студен въздух от морето над затоплената и влажна суша (през ранната пролет). Дните с мъгли са около 33 годишно, при това видимостта е малко под 1000 метра. Само в редки случаи тя спада до няколко десетки метра, но не се задържа дълго. Най-чести за цялата година остават мъглите, чиято трайност е по-малка от едно денонощие. В много редки случаи продължителността е от 6 до 10 дни с мъгла.

#### Гръмотевични бури
Гръмотевичните бури са в около 19 – 20 дни в годината и нямат голяма продължителност. Отнасят се най-вече към месеците V, VI, VII и VIII.

#### Облачност
Облачността е от съществено значение за въздушния транспорт. Особено височината на долната граница на облаците. Наблюденията показват, че честотата на случаите с долна граница на облаци под държавния минимум е 14 дена годишно, а честотата на облачност е долната граница под 150 – 500 м е 40 дни/годишно.

### Населени места
Общината се състои от 6 населени места. Списък на населените места, подредени по азбучен ред, население и площ на землищата им:
| Населено място | Пребр. на населението през 2021 г. | Площ на землището (в км2) | Забележка (старо име) | Населено място | Пребр. на населението през 2021 г. | Площ на землището (в км2) | Забележка (старо име)  |
| Варна          | 310 664                            | 154,236                   | Одесос                | Каменар        | 2426                               | 15,427                    | Голяма Франга, Надежда |
| Звездица       | 1302                               | 17,453                    | Кьоклюдже             | Константиново  | 1741                               | 32,417                    | Дере кьой              |
| Казашко        | 318                                | 2,656                     | Казашка махала        | Тополи         | 3162                               | 16,306                    | Индже кьой             |

## Административно-териториални промени
- указ № 113/обн.26 февруари 1899 г. – преименува с. Кьоклюджа на с. Звездица;

– преименува с. Дере кьой на с. Константиново;
- МЗ № 2820/обн. 14 август 1934 г. – преименува с. Паша кьой на с. Владиславово;

– преименува с. Индже кьой на с. Тополи;
- МЗ № 3775/обн. 7 декември 1934 г. – преименува с. Айрян (Айрян кьой, Хайрян кьой) на с. Млечен;

– преименува с. Голяма Франга на с. Надежда;
– преименува с. Кестрич на с. Царево;
- МЗ № 1749/обн. 27 октомври 1936 г. – признава н.м. Казашка махала (от с. Тополи) за м. Казашка махала;
- МЗ № 1190/обн. 25 март 1947 г. – преименува с. Царево на с. Виница;

– преименува с. Надежда на с. Каменар;
- Указ № 967/обн. 21 декември 1949 г. – преименува гр. Варна на гр. Сталин;
- Указ № 161/обн. 30 май 1952 г. – преименува и признава м. Казашка махала за с. Казашко;
- Указ № 374/обн. 23 октомври 1956 г. – възстановява старото име на гр. Сталин на гр. Варна;
- Указ № 881/обн. 30 септември 1965 г. – заличава с. Млечен поради изселване;
- Указ № 689/обн. 22 април 1975 г. – заличава селата Виница, Владиславово и Галата и ги присъединява като квартали на гр. Варна;
- Указ № 325/обн. ДВ бр.78/19 септември 2000 г. – отделя с. Константиново и землището му от община Белослав и го прехвърля в община Варна.

## Население
През 2007 г. в общината живее 4,4% от население на България и 26,4% от населението на Североизточна България.
Към 1 март 2007 по постоянен адрес живеят 334 145 души, a по настоящ достига до 357 752 души. През 2006 г. населението по настоящ адрес се увеличило с 2572души. На територията на общината пребивават много работници, студенти, ученици и туристи, които не влизат в статистиката. Населението през летния сезон достига до 1 млн.души.
Раждаемостта през 2005 г. в общината от 11,1‰ (3558 живородени) и е по-висока от тази в България 9,2‰. Смъртността е по ниска 10,5‰ (3353 починали) при 14,6‰ за страната. Естествения е прираст е положителен 0,6‰ (+205 души) при отрицателен за България от -5,4‰. През 2006 г. естествения прираст нараства на 2,4‰. Гъстота на населението в общината е голяма, 1510 души на кв. км. при средно за Българя 70ч/кв.км.
Численост на населението според преброяванията през годините:
| Година на преброяване | Численост |
| 1926                  | 65 595    |
| 1934                  | 75 243    |
| 1946                  | 82 309    |
| 1956                  | 125 616   |
| 1965                  | 186 591   |
| 1975                  | 257 254   |
| 1985                  | 308 646   |
| 1992                  | 314 178   |
| 2001                  | 320 464   |
| 2011                  | 343 704   |
| 2021                  | 319 613   |

### Етнически състав

#### Преброяване на населението през 2001 г.
Численост и дял на етническите групи според преброяването на населението през 2001 г.:
|                     | Численост | Дял (в %) |
| Общо                | 320 464   | 100,00    |
| ------------------- | --------- | --------- |
| Българи             | 296 407   | 92,49     |
| Турци               | 12 295    | 3,84      |
| Цигани              | 3748      | 1,18      |
| Други               | 4566      | 1,42      |
| Не се самоопределят | 2406      | 0,75      |
| Неотговорили        | 1042      | 0,32      |

#### Преброяване на населението през 2011 г.
Численост и дял на етническите групи според преброяването на населението през 2011 г., по населени места (подредени по численост на населението):
| Населено място | Численост | Численост | Численост | Численост | Численост | Численост           | Численост     |
| Населено място | Общо      | Българи   | Турци     | Цигани    | Други     | Не се самоопределят | Не отговорили |
| Общо           | 343 704   | 290 780   | 11 089    | 3535      | 3481      | 2315                | 32 504        |
| -------------- | --------- | --------- | --------- | --------- | --------- | ------------------- | ------------- |
| Варна          | 334 870   | 284 738   | 10 028    | 3162      | 3378      | 2288                | 31 276        |
| Тополи         | 3148      | 2768      | 45        | 5         | 17        | 4                   | 309           |
| Каменар        | 2594      | 668       | 1010      | 368       |           |                     | 531           |
| Константиново  | 1570      | 1370      |           | 0         | 20        |                     | 172           |
| Звездица       | 1188      | 993       |           | 0         |           |                     | 180           |
| Казашко        | 334       | 243       |           | 0         | 55        |                     | 36            |

| Населено място | Дял (в %) | Дял (в %) | Дял (в %) | Дял (в %) | Дял (в %) | Дял (в %)           | Дял (в %)     |
| Населено място | Общо      | Българи   | Турци     | Цигани    | Други     | Не се самоопределят | Не отговорили |
| Общо           | 100,00    | 84,60     | 3,22      | 1,02      | 1,01      | 0,67                | 9,45          |
| -------------- | --------- | --------- | --------- | --------- | --------- | ------------------- | ------------- |
| Варна          |           | 85,02     | 2,99      | 0,94      | 1,00      | 0,68                | 9,33          |
| Тополи         |           | 87,92     | 1,42      | 0,15      | 0,54      | 0,12                | 9,81          |
| Каменар        |           | 25,75     | 38,93     | 14,18     |           |                     | 20,47         |
| Константиново  |           | 87,26     |           | 0,00      | 1,27      |                     | 10,95         |
| Звездица       |           | 83,58     |           | 0,00      |           |                     | 15,15         |
| Казашко        |           | 72,75     |           | 0,00      | 16,46     |                     | 10,77         |

### Вероизповедания
Численост и дял на населението по вероизповедание според преброяването на населението през 2011 г.:
|                     | Численост | Дял (в %) |
| Общо                | 343 704   | 100,00    |
| ------------------- | --------- | --------- |
| Православие         | 220 513   | 64,15     |
| Католицизъм         | 1 203     | 0,35      |
| Протестантство      | 2 203     | 0,64      |
| Ислям               | 6 393     | 1,86      |
| Друго               | 1 044     | 0,30      |
| Нямат               | 14 490    | 4,21      |
| Не се самоопределят | 20 210    | 5,88      |
| Непоказано          | 77 648    | 22,59     |

## Политика

### Награди за Община Варна
- Победител в категория „Туризъм, култура, фестивали и традиции“, раздел „големи общини“, в онлайн конкурса „Кмет на годината, 2017“. Приз за кмета Иван Портних за развитието на общината като атрактивна туристическа дестинация с множество инициативи в различни посоки.

## Икономика
През 2004 г. в общината има 16 883 регистрирани фирми от нефинансовия сектор. Техния оборот достига 6,61 млрд. лева, а печалбата до 449 млн. лв. Те дават 6,1 % от нетните приходи от продажби в Българската икономика. Печалбите на фирмите с по-високи от тези в страната. На всеки 100 лв. оборот се печелят 7 лв., а в България по 4 лв. Тук с разположени 5,8 % дълготрайните материални активи на българската икономика. През 2004 БВП на човек от общинта е 5594 лв. при средно за страната 4919 лв.

## Транспорт
Покрай северния бряг на Варненското езеро преминава последният участък от 11 km от трасето на жп линията София – Горна Оряховица – Варна.
През територията на общината преминават частично 7 пътя от Републиканската пътна мрежа на България с обща дължина 81,2 km:
- последният участък от автомагистрала „Хемус“ (от km 420 до km 425);
- началният участък от автомагистрала „Черно море“ (от km 0 до km 9,2);
- последният участък от 5,5 km от Републикански път I-2 (от km 197,5 до km 203,0);
- участък от 36 km от Републикански път I-9 (от km 85,7 до km 121,7);
- последният участък от 5 km от Републикански път III-902 (от km 20,4 до km 25,4);
- последният участък от 9,1 km от Републикански път III-2008 (от km 15,9 до km 25,0);
- началният участък от 11,4 km от Републикански път III-9004 (от km 0 до km 11,4).

## Топографски карти
- Лист от карта K-35-32. Мащаб: 1 : 100 000.
- Лист от карта K-35-33. Мащаб: 1 : 100 000.